# Литерные статьи
Литерными статьями на чекистском канцелярите назывались аббревиатуры, которыми заменялась статья обвинения Уголовного кодекса во внесудебных постановлениях Особого Совещания (ОСО) при ОГПУ, а позднее — НКВД и МГБ СССР в 1924—1953 гг. Такой порядок не был предусмотрен никаким законом.
Таких осужденных называли «литерник» (или «литерный»). Поскольку «литерные» узники приговаривались во внесудебном порядке (ОСО выносило решения по делам явно незаконным способом), то и обжаловать приговор суда, которого де-юре не было, «осуждённые» по «литерным» составам не могли. Пересмотр решений по литерным делам также не предусматривался.
Список литерных статей и примерно соответствующие им статьи УК РСФСР 1926 года:
| Сокращение | Состав                                                                  | Комментарий                                                         |
| ---------- | ----------------------------------------------------------------------- | ------------------------------------------------------------------- |
| АКА        | 58-10, антиколхозная агитация                                           |                                                                     |
| АСА        | 58-10, антисоветская агитация                                           |                                                                     |
| АСГ        | 58-10, 58-11, антисоветская группировка                                 |                                                                     |
| АСВЗ       | 58-1б, 58-1г, 58-2, антисоветский военный заговор                       |                                                                     |
| АСД        | 58-10, антисоветская деятельность                                       |                                                                     |
| АСО        | 58-11, антисоветская организация                                        |                                                                     |
| БП         | белополяк (также «б/п»)                                                 |                                                                     |
| ВАД        | 58-10, восхваление американской демократии                              | введена с 1947 года                                                 |
| ВАС        | 58-10, вынашивание антисоветских настроений                             |                                                                     |
| ВАТ        | 58-10, восхваление американской техники                                 | введена с 1941 года (с момента поставок по ленд-лизу)               |
| ВНТ        | 58-10, восхваление немецкой техники                                     | введена с 1941 года                                                 |
| ВПГ        | 58-10, высказывание прогерманских настроений                            | введена с 1941 года                                                 |
| ВМ         | 58-10, восхваление монархизма                                           |                                                                     |
| ЖВН        | 58-1в, жена врага народа                                                |                                                                     |
| ЖИР        | 58-1в, жена изменника родины                                            |                                                                     |
| ЗК         | 58-10, злобная клевета на вождей партии и правительства                 | под эту формулировку подпадал любой рассказанный анекдот о «вождях» |
| КРА        | 58-10, контрреволюционная агитация                                      |                                                                     |
| КРГ        | 58-10, 58-11, контрреволюционная группировка                            |                                                                     |
| КРД        | 58-1, контрреволюционная деятельность)                                  |                                                                     |
| КРМ        | контрреволюционное мышление                                             |                                                                     |
| КСД        | 58-10, клевета на советскую действительность                            |                                                                     |
| КРТД       | 58-1, контрреволюционная троцкистская деятельность                      | утяжеляла ответственность по сравнению с КРД                        |
| КРТЗД      | 58-8, контрреволюционная троцкистско-зиновьевская деятельность          |                                                                     |
| КРТТД      | 58-8, контрреволюционная троцкистско-террористическая деятельность      |                                                                     |
| НА         | 58-10, националистическая агитация                                      |                                                                     |
| НПГГ       | 84, нелегальный переход государственной границы                         |                                                                     |
| НШ         | 58-6, недоказанный шпионаж                                              |                                                                     |
| ООР        | особо опасный рецидивист                                                | уголовники                                                          |
| ООЭ        | общественно опасный элемент                                             | 1918—1953 гг.                                                       |
| ПД         | преступная деятельность                                                 |                                                                     |
| ПЗ         | 58-10, преклонение перед Западом или перед упадочной западной культурой | 1947—1953                                                           |
| ПЛКРД      | 58-8, право-левацкая контрреволюционная деятельность                    |                                                                     |
| ПС         | 58-10, провокационные слухи                                             |                                                                     |
| ПС         | 58-7, 58-14, промышленный саботаж                                       |                                                                     |
| ПШ         | 19, 58-6, подозрение в шпионаже                                         |                                                                     |
| PBH        | 58-1в, родственник, -ца врага народа                                    |                                                                     |
| СВПШ       | 19, 58-7, связи, ведущие к подозрению в шпионаже                        | т. е. любые несанкционированные контакты с иностранцами             |
| СВЭ        | 7, социально-вредный элемент                                            | с середины 20-х гг. до 1953                                         |
| СОЭ        | 7, 49, социально-опасный элемент                                        | политические заключенные                                            |
| СПБФ       | 193-22, сдача в плен белофиннам                                         |                                                                     |
| СХВ        | 58-7, сельскохозяйственное вредительство                                | с конца 1920-х гг. до 1942                                          |
| ТН         | 19, 58-8, террористические намерения (также «т. н.»)                    |                                                                     |
| ЧС         | член семьи осужденного по одной из литер                                |                                                                     |
| ЧСВН       | 58-1в, член семьи врага народа                                          |                                                                     |
| ЧСИР       | 58-1в, член семьи изменника Родины                                      |                                                                     |
| ЧСР        | член семьи репрессированного                                            | с 1919 до середины 30-х гг.                                         |
| ШП         | 58-6, шпионаж                                                           |                                                                     |

С середины 30-х гг. наряду с «контрреволюционный» употребляется также «антисоветский». После чистки 1936—1938 гг. первый термин полностью исчезает.
Обычные меры наказания по литерным делам:
- АСА, КРА, КРГ, КРД, КРТД, КРТЗД, ПЛКРД: С 1934 до 1936 г. — 3 или 5 лет ссылки или лагерей; с 1936 до 1939 г. — 5 или 8 лет лагерей, а в совершенно исключительных случаях — 3 года лагерей; с 1939 до 1940 г. — 10 лет лагерей.
- ВАТ, ЖИР, ЧСИР: С 1942 до 1943 г. — 10 лет лагерей («общих»); с 1943 г. — 10, 15 или 20 лет каторги; с 1947 до смерти Сталина (1953) — 10 до 25 лет спецлагерей или тюремного заключения.
- АСВЗ, ЖВН, ПС, ПШ, РВН, СХВ: С 1936 до 1940 г. — 5 или 8 лет лагерей, а в совершенно исключительных случаях — 3 года; в 1939 и 1940 гг. — 10 лет лагерей.
- БП — по 3 года или 5 лет лагерей в начале 20-х гг.; 8 или 10 лет в 1939 г. и 10-25 лет в 1942-45 гг.
- ООЭ, СОЭ, СВЭ — в 1918—1953 гг. Первоначально до 3 лет ссылки; с конца 30-х гг., 8 или 10 лет лагерей (уголовники).
- ПД — с 1931 г., 3 или 5 лет лагерей. С конца 30-х гг., 8 или 10 лет (уголовники).
- ПЗ — в 1947—1953 гг. 10 лет лагерей.
- ЧСР — с 1919 до середины 30-х гг. Первоначально год-два высылки; с середины 20-х стали давать и по 3-6 лет ссылки, а потом 3 или 5 лет лагерей, а позже — 5 или 8 лет.